# Eduard Albácar Gallego
Eduard Albácar Gallego, kurz Edu Albácar (* 16. November 1979 in Tortosa), ist ein spanischer Fußballspieler, der beim FC Elche in der spanischen Segunda División spielt.

## Spielerkarriere
Edu Albácar startete seine Karriere als Fußballer 2001 bei Espanyol Barcelona, wo er jedoch ausschließlich im B-Team zum Einsatz kam. Nach zwei Jahren, in denen er sich nicht für die erste Mannschaft empfehlen konnte, ging er zum unterklassigen Novelda CF. Dort konnte er überzeugen, weshalb er nach einem Jahr zum Aufstiegskandidaten FC Alicante wechselte. Mit den Alicantinern scheiterte er jedoch in den beiden Jahren jeweils am Saisonziel, weshalb er den Verein, aber nicht die Stadt verließ. Von Sommer 2006 bis 2008 stand Edu Albácar beim spanischen Zweitligisten Hércules CF unter Vertrag. Nach einigen Wechseln zu Deportivo Alavés und Rayo Vallecano spielte er seit 2010 beim FC Elche, dem Rivalen des Hercules CF. Durch den Aufstieg des FC Elche zum Ende der Saison 2012/2013 spielte er bis zu seinem Ausscheiden im Sommer 2015 in der Primera División. Nach einer Saison Pause erhielt er im Sommer 2016 erneut einen Zweijahresvertrag beim FC Elche, der mittlerweile wegen finanzieller Probleme und trotz sportlichen Erfolgs in die Segunda División abgestiegen war.